# 晋陕绥宁四省边区剿匪总指挥部
晋陕绥宁四省边区剿匪总指挥部，是1936年5月在太原设立的围剿陕北红军的军事组织。总指挥陈诚。郭忏任参谋长，杨爱源为前敌总指挥、孙楚为前敌副总指挥。

## 历史
1934年9月24日，蒋介石急电阎锡山，催晋军入赣：“近日各地赤匪分派多数小股，到处突窜，后方空虚，亟盼派队早日开拔。兄预定派何师？能否于下月删日以前集中南昌……”9月26日，阎复电蒋介石：“倾已令第72师李师长生达所部6团、及独立第2旅周原健部2团，积极准备。惟该两部现在霍县、宁武一带筑路，须于下月微日（5日）前后可在太原集中，约于庚日（8日）可开始出发，删日（15日）前后可输送完毕。”1934年10月，72师师长李生达率领晋军8个团抵达南昌，李生达所部6个团开抵吉安、万安，接替北自仁和圩，沿赣江南至绵津（今万安县五丰镇棉津村）的防线；周原健部两个团开抵吉安，负责守备赣江西岸北起仁和圩，南经峡江、吉安至泰和城东的防务，防堵中央红军渡江突围。因中央红军开始长征，晋军守备区域改由其他部队接防，并未参加战斗。蒋介石一面升李生达为第19军军长兼第72师师长，一面任命其为徐（州）海（州）警备司令，担任津浦路北自利国驿，南至浦口、陇海路西自黄口，东至海州防务。
1934年陕北红军日渐壮大，势力扩展到黄河西岸。1935年春，蒋介石以军事委员会北平分会名义要求阎锡山出兵陕北“协剿”红军。阎派遣第71师之第206旅（方克猷）从河防一线撤下来，集结在离石，从军渡先期渡河入陕，在吴堡、绥德等无定河以东地区驻防，清剿绥德东区和葭吴根据地的陕北红军（第三次“围剿”与反“围剿”）：
- 第206旅旅部设在吴堡县宋家川，与军渡隔河相望，维护晋陕渡口
- 第411团（蔡文成）驻吴堡县
- 第412团（章拯宇）分驻义合镇、枣林坪等地，在驻地周围构筑碉堡，保护绥德县城

方部驻防期间，屡遭红军重创。至1935年8月5日，章拯宇团第二、三营均被红军包围，后方补给线被切断。蔡文成团第3营第7连在吴堡县西北一个寨子中被红军围歼，连长张武亭阵亡。方旅深陷危机，向阎锡山求援。吴堡红军派慕生忠带17人去山西吕梁打游击。
1935年7月，阎锡山借“协剿”陕北红军之机将李生达部调回山西，任命“正太护路军”司令孙楚为“陕北剿匪前敌总指挥”（陕北剿匪第三防守区司令），第19军军长兼第72师师长李生达为副总指挥（未到任，陈长捷代理副总指挥），率领阎军12个团由军渡渡河入陕，进驻吴堡及绥德东区：
- 孙楚的前敌总指挥部进驻离石柳林镇
- 第71师第206旅（方克猷）：先期入陕
  - 蔡文成411团
  - 章拯宇412团
- 第72师(李生达)第208旅（陈长捷）所属
  - 梁春溥415团
  - 张树桢416团
- 正太护路军（孙楚）第1旅（孟宪吉）
  - 曲有诚第1团
  - 郎春生第2团
- 正太护路军第2旅（陶振武）
  - 阎应禧第3团
  - 徐学孟第4团
- 正太护路军第3旅（马延守）：随总部驻扎柳林，作为机动部队，随时过河策应
  - 陈光斗第5团
  - 吉文蔚第6团
- 骑兵师（赵承绶）骑兵第4旅（孙长胜）
  - 李根东第7团
  - 刘应凯第8团
- 授权指挥第84师（陕北军阀高桂滋）

8月8日（农历七月十日），刘志丹率领红二十六军、红二十七军千余人，穿插到宋家坡一带，8月9日凌晨，以围堡打援战术，红二十六军第三团（团长王世泰）强攻慕家塬（今吴堡县寇家塬镇慕家塬村）守敌1个连，歼北、西、南三路增援之敌1个营2个连，共计消灭方旅第411团（蔡文成）600余人，缴获长短枪600余支，即“第二次慕家塬战斗”。 
方旅的章拯宇412团的史澍恩营，被红军游击队、少先队围困在定仙墕已久，弹尽粮绝。刘志丹指挥红军围点打援：
- 红二十六军二团主力在王家新庄东北构筑工事，抗击增援之敌，阻止他们与定仙墕守敌会合；
- 抗日义勇军与红二十六军三团在老舍窟疙台一带待命，看信号出击；
- 红二十七军一、二团隐蔽在马家墕、井儿墕、刘家洼、寨沟一带，见信号出击；
- 第二、五纵队和五支队向枣林坪方向侦察警戒。

护路军第3旅马延守所部吉文蔚第6团从宋家川沿河西岸向南进发，宿营于枣林坪，直扑定仙墕以解方旅史澍恩之围。1935年8月24日10时，行进到定仙墕附近石墕疙台山腰时，被红二十六军二团以火力堵住去路，各伏击部队当即遵照作战方案猛扑敌阵，红二十七军一团派一连堵截敌退路，令预先编好的突击队以及由红二十七军二团团长路文昌、政委李宗贵挑选的40多人组成的敢死队，插入敌团部指挥所，以破坏其指挥体系。三面冲杀下，阎军被逼到距山下不到5公里的绝路上。激战到14时，战斗结束，全歼该敌，毙、伤敌副团长齐梅英等200余人，俘敌1800余人；缴获八二迫击炮6门，重机枪12挺，长短枪1500多支；骡马80多匹及其他军用物资。团长吉文蔚化装成士兵乘夜逃回，旅长马延守跟在队后见势不妙率特务排渡河逃回山西。此战开创了陕北红军在一次战斗中歼敌一个整团以上兵力的纪录。 这次战斗时间短、伤亡小、缴获军用物资多、俘虏的敌官兵多。此仗使阎军一部分龟缩到黄河东岸，部分回宋家川、枣林坪、石堆山、绥德县的三十里铺等堡垒中。巩固了红军根据地，对红军下一步在南线歼灭东北军创造了有利条件，是粉碎第二次“围剿”中最大的一仗，最后的一仗。从1935年5月1日到8月下旬，红军歼灭正规军5000余人，民团3000余人，缴获各种枪8000多支，轻重机枪300余挺，迫击炮14门，子弹数十万发。红军主力由第二次反“围剿”初的2100多人发展到约9000人；游击队由1500多人增加到4000余人；解放了6座县城，开辟了东西八百里的根据地。方克猷见马旅被歼，亲率第411团、412团1营前往王家沟定仙墕解围。
1935年10月开始了对陕北苏区的第三次围剿。以东北军张学良为主力，以陕北苏区为重点，以南线为主攻方向。采用了南进北堵、东西夹击的打法。投入兵力十多万人。部署为：
- 东面是孙楚指挥的阎军12个团。
- 北面是高桂滋第八十四师和高双成第八十六师
- 西南面是马鸿宾部第三十五师冶成章第一O五旅、东北军五十七军董英斌部的一O六师、一O八师、一O九师、一一一师、一一七师和骑兵第二军何柱国部的骑三师、骑六师、骑十团；
- 西北面是十五路军马鸿逵的骑兵团；
- 南面是东北军六十七军王以哲部的一O七师、一一O师和一二九师。

1935年10月间，驻扎吴堡县郭家窑碉堡线上的孟宪吉旅的曲有诚第1团，侦悉有数百红军在慕家塬附近活动。曲有诚立即命令第3营营长秦驹率队出发，迂回扫荡约70里的苏区，向慕家塬前进，曲有诚则和中校团副杨明轩率领第2营两个连和团部直属炮连直接进攻慕家塬，企图包剿红军。不料秦营迂回途中遭到沿途红军的阻击和围困，伤亡惨重，难以脱身。曲有诚抵达慕家塬附近时，没有等到预定的秦营，反被红军和民兵包围，所率队伍大部被歼缴械。战斗中，曲有诚钻入一间窑洞拼命抵抗，被击毙。缴获迫击炮1门、机枪数挺、冲锋枪12支，长短枪100多支，十多匹骡马弹药。
经过两次惨败，孙楚放弃了与红军硬拼的打算，转而采取深沟高垒围困红军的办法，在东面以黄河为依托，沿吴堡、米脂、绥德、葭县一线依地势筑起土城，隔一段筑一碉堡，内驻兵力一至二班，重点处则驻一排或一连，甚至配给机关枪或迫击炮，两碉堡之间火力可以交叉。碉堡内修筑掩体、囤积粮弹，碉堡外深挖战壕、架设铁丝网。碉堡线前配以一至三米宽、深约三米之外壕。交通要隘之处则架设铁丝网、鹿砦，以增强抵抗力。两堡相距以火力得以相互交叉为准，堡内构筑掩体与多层射击设备，顶端筑有瞭望台。加上充足的弹药、粮食贮备，试图以静制动。
1935年冬，阎锡山把主要力量全部集中在河防上。孙楚负责督修沿黄河碉堡工程，以阻止红军东渡黄河。为防止红军东渡，阎锡山命令把沿河树木全部砍光，渡口崖畔削成陡壁，所有船只全部扣留东岸，并在南北纵长千余里的岸上构筑防御工事。数月之内修起明碉暗堡千余个。每碉派住一个班，重要渡口两个排，并附以机关枪、迫击炮等重武器。不仅如此，还在晋西搞起了三线六区的防御总部署。布防严密的河防工事，有三线六区的纵深配合。
1936年2月20日，中国工农红军抗日先锋军突击队由距山西中阳县属三交镇二十里之黄河对岸的王家坪渡口东渡，突破孙楚苦心经营的碉堡封锁线，直插三交镇。5日内便击溃了阎军的5个团，俘虏阎军1200多人。其时孙楚正在南京参加策划围剿红军的军事会议，阎锡山急电返防，遂乘专机星夜回省。随即奉命以“剿共”副总指挥名义，代总指挥杨爱源担负前线指挥全责，统一指挥原所属五个旅及第六十六师杨效欧部、第七十二师李生达部、第六十八师李服膺部之李俊功旅、第六十九师杨澄源部。2月25日，孙楚督饬马延守、孟宪吉各旅向石楼、中阳等地进发，实行堵截。同时以第六十六师杨效欧部、第七十二师李生达部（缺陈长捷旅和第四一八团）附第六十八师李服膺部之李启功旅集结孝义、汾阳一带；以第六十九师杨澄源部集结临汾一带。1936年3月5日，孙楚以“剿共”前敌总指挥名义下达总攻击命令，3月6日拂晓向红军发起全面总攻。3月10日，孙楚指挥所部向集结在中阳、关上之红军主力进攻，当日中午占领关上(兑九峪战斗)。 关上、蓬门之战，阎军连续失利，红军接连击溃了晋军在吕梁山区设置的“中间阻碍地带”，取得了进可以攻、退可以守的战略地位，红军两大主力在大麦郊地区会师。为遏止红军大举东进的势头，阎锡山急调两个纵队共8个旅的兵力，集结于汾阳、孝义、隰县地区，准备在孝义以西的兑九峪地区与红军主力决战。同时又严令同蒲路沿线晋军加强防守，日夜巡逻，将东征红军围堵于同蒲路以西的吕梁山区。但兑九峪战斗歼敌二个半团；大石头战斗中歼灭晋军一个整团，团长郭登瀛也成了红军的俘虏。汤恩伯、商震、刘峙等部带十二个师火速开进三晋大地。红军为避免内战再次发生，1936年5月5日，朱德、毛泽东发表“五五通电”—《停战议和一致抗日通电》，当日红军全部西渡黄河，回师陕北。蒋军仍留山西河东道，并于5月22日在太原成立了晋陕绥宁四省边区剿匪总指挥部，以陈诚为总指挥，郭忏任参谋长，杨爱源为前敌总指挥、孙楚为副总指挥，与红军进行作战。 蒋介石随即派出关麟征指挥五个师开入山西。对阎锡山在山西的统治构成威胁。蒋介石还拉拢正在庐山受训的晋绥军高级将领。阎锡山深感蒋的威胁加深，曾愤恨地对其表侄梁化之称：
我不亡于共，亦要亡于蒋。
1936年5月，晋陕绥宁四省边区剿匪总指挥部乘红军西征之机，调集6个师的兵力，企图西渡黄河进犯陕北苏区。阎红彦接中央“十万火急”电令，率红三十军进驻宋家川，堵击国军西犯。6月下旬，国军汤恩伯部第十三军所辖89师、21师、4师，晋军陈长捷第72师、原驻陕北的高桂滋第84师、高双成第86师，总计32个正规团3万余兵力，采用步步为营的碉堡战术，向葭、吴、绥、米、清5县发动了空前规模的第四次大围剿。国军汤部所辖李仙洲、王仲廉、王万龄3个师部均驻扎在宋家川。不到两月，吴堡到处是碉堡群，临时白帆布帐篷布满山头。8月，吴堡苏区沦陷，吴堡县军事部长霍明昌、副部长宋武胜首先叛变，继任军事部长王正明不久亦叛变。国民党吴堡县党部成立了肃反会，农村保甲制度进一步强化，并组织了铲共义勇队。未突围的红军战士及县、区、乡干部，党团员计2900多人被迫自首。建立清乡善后委员会，接收自首人员，组织感化。乡苏维埃政府主席、乡支书、部队排长以上人员都送“感化院”。有的送绥德“感化院”，直接受李仙洲部训练。红军结束西征后，对陕北的第四次军事围剿被打破，中央军、晋军先后撤退到河东。
随后，两广事变、绥远抗战和西安事变相继爆发，驻山西的中央军一部开驻绥远，其余撤到潼关围攻张学良、杨虎城，抗战前蒋介石分化晋绥军的计划未能实现。晋陕绥宁四省边区剿匪总指挥部无疾而终。